# Sophiroides flammosa
Sophiroides flammosa är en tvåvingeart som beskrevs av Friedrich Georg Hendel 1914. Sophiroides flammosa ingår i släktet Sophiroides och familjen borrflugor.
Artens utbredningsområde är Sri Lanka. Inga underarter finns listade i Catalogue of Life.